# ギャングスタ (映画)
『ギャングスタ』は、2011年2月12日公開の日本映画。

## 概要
新堂冬樹の小説『ギャングスタ』の実写映画化。「ギャングスタ」とは、明王工業という不良高校を制したものに与えられる伝説の称号。アクションシーンや仲間を守るために闘う男たちの熱い友情物語が描かれている。監督は川野浩司。ケンカの弱いヤンキー・銀二役を崎本大海が、女好きだがケンカが強い白石力役を久保田悠来が演じた。他に、佐々木喜英や滝口幸広が出演。
2011年2月12日から3月4日までシネマート六本木（東京）、3月19日から4月1日までシネ・ヌーヴォ（大阪）、3月26日から4月1日までMOVIE ON やまがた（山形）、4月9日から4月15日までテアトルサンク(福井）でそれぞれ公開された。

## ストーリー
中学時代、不良グループのパシリだった銀二は男を上げようと天下のヤンキー高校・明王工業に入学する。気合いたっぷりに登校した銀二は、同じ新入生のイケメンチャラ男、白石力と出会い、力を“ギャングスタ”に仕立て上げようとする。ギャングスタの座を狙う、四天王のサクラザカ、銀二達と同じ1年生で四天王に最も近い男、赤星という強敵や、“明王狩り”と称し、四天王候補を潰しにかかる第一高専と闘っていく。

## キャスト
- 川谷 銀二 - 崎本大海
- 白石 力 - 久保田悠来
- サクラザカ - 佐々木喜英
- 赤星 新 - 滝口幸広
- 真耶先生 - 平田弥里
- 由実 - ゆき
- タイソン - 松崎裕
- 久留井竜 - 袴田裕幸
- 白蠍 - 伊藤陽佑
- 綾先生 - 藤浦めぐ
- 菅原文雄 - 前川和也
- ミサコ - 武井あい
- 覇王 - 根本大介

## スタッフ
- 原作 - 新堂冬樹（「ギャングスタ」徳間文庫刊）
- プロデューサー - 片山 剛
- 企画 - 菊地浩二
- 監督 - 川野浩司
- 脚本 - 蒲田幸成
- 撮影 - 田宮健彦
- 録音 - 島津未来介
- 助監督 - 小南敏也
- 制作担当 - 柏田藤子
- 衣装 - 吉田実穂
- ヘアメイク - 鰕澤真由美
- スチール - 内 順一
- メイキング - 浅木 大
- 製作 - ギャングスタ製作委員会（ポニーキャニオン、Thanks Lab.）
- 制作・配給協力 - アフロディーテ
- 配給 - Thanks Lab.
- 宣伝 - ユナイテッド エンタテインメント

## 主題歌
- 『今だけ人生ロックンロール』三人サイトー

作詞・作曲 - 三人サイトー

## DVD
2011年6月15日に特別版と通常版の2種類発売。レンタル同日開始。
- 特別版
  - 2枚組DVD 本編86分 + 特典ディスク60分
  - 特典ディスク内容：メイキング、初日舞台挨拶他収録
- 通常盤
  - 1枚組DVD 本編86分